# کاجدوو (استان ماسوویان)
کاجدوو (به لهستانی:  Kadzidło) یک روستا در لهستان است که در گمینا کاجدوو واقع شده‌است. کاجدوو ۴٬۰۳۲ نفر جمعیت دارد.